# Santa Susana (California)
Santa Susana es un lugar designado por el censo ubicado en el condado de Ventura en el estado estadounidense de California. En el año 2010 tenía una población de 1.037 habitantes.

## Geografía
Santa Susana se encuentra ubicado en las coordenadas 34°15′28.63″N 118°39′58.91″O / 34.2579528, -118.6663639.